# Константин Пандов
Константин Пандов Костадинов е български учител и революционер, деец на Вътрешната македоно-одринска революционна организация.

## Биография
Константин Пандов е роден на 15 юни 1875 година в костурското село Куманичево, тогава в Османската империя, днес Лития, Гърция. Завършва Скопското бълагарско педагогическо училище. В 1902 – 1903 година е учител в основното и трикласно българско училище в Костур. По време на Илинденско-Преображенското въстание заедно с Куманичката чета участва в превземането на Клисура.
След Младотурската революция в 1908 година става пръв главен учител на българското основно училище в цариградския квартал Вланга (до след 1917 година) и секретар на училищното настоятелство. Секретар е на настоятелството на Българското цариградско просветно-благотворително братство „Възраждане“. Съветник е в Управителния съвет на Българска матица. Дарител на българското училище в Костур. Многократно арестуван от властите.